# Vịnh Bắc Bộ

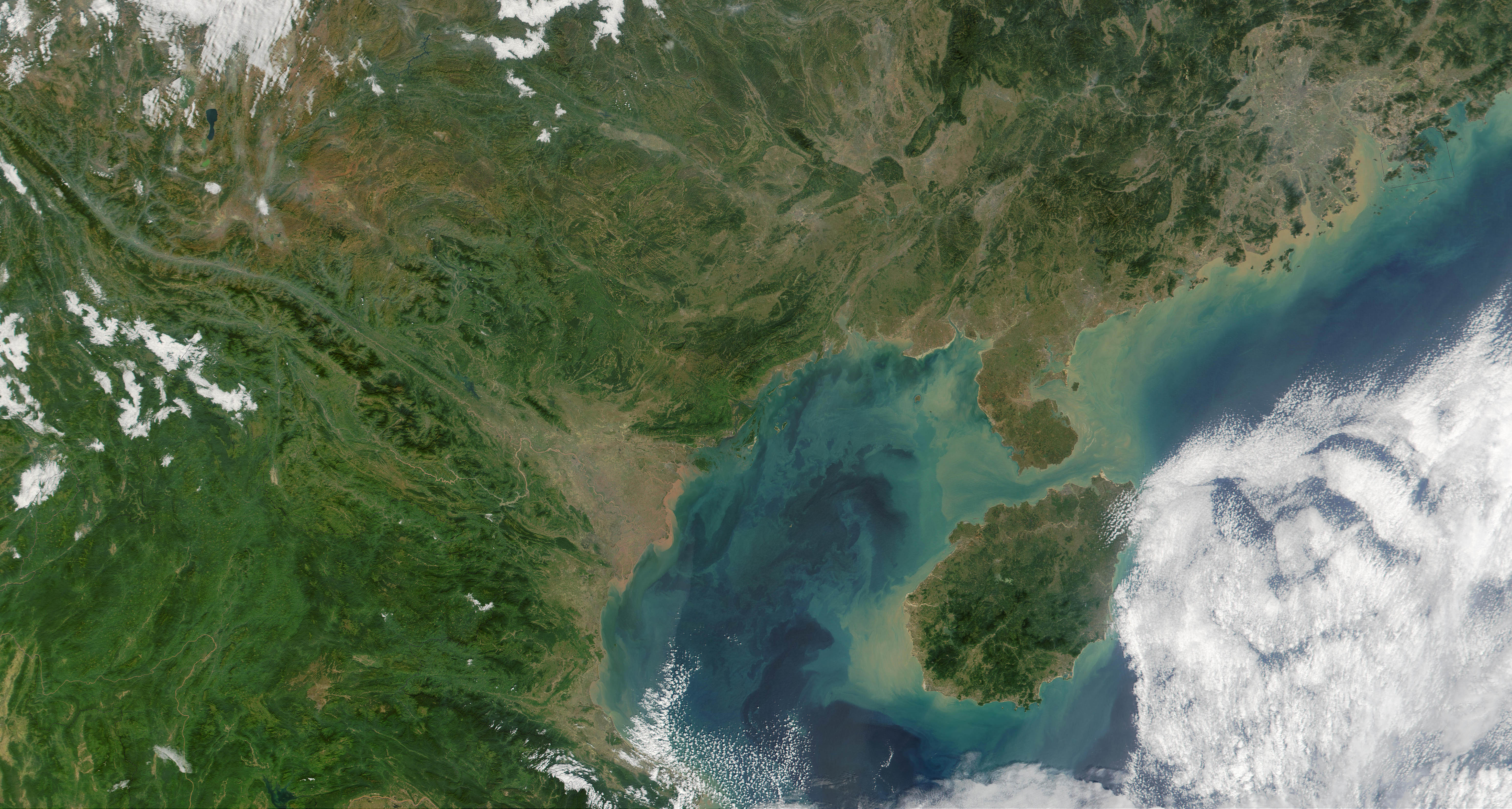
Vịnh Bắc Bộ nhìn từ vệ tinh

Vịnh Bắc Bộ, trước năm 1975 còn được gọi là Vịnh Bắc Phần, Vịnh Đông Kinh hay Vịnh Bắc Việt là vịnh  nằm giữa Việt Nam và Trung Quốc. Tên tiếng Anh quốc tế là Tonkin Gulf hay Gulf of Tonkin (n.đ. 'Vịnh Đông Kinh'), tên trong các tài liệu bằng tiếng Anh của Trung Quốc là Beibu Bay hoặc Beibu Gulf (giản thể: 北部湾; phồn thể: 北部灣; bính âm: Běibù Wān; nghĩa đen 'Bắc Bộ loan').

## Địa lý
Với diện tích khoảng 126.250 km², vịnh Bắc Bộ là nhánh tây bắc của Biển Đông và là một phần của Thái Bình Dương. Vịnh có hai cửa biển: eo biển Quỳnh Châu rộng 35,2 km giữa bán đảo Lôi Châu và Đảo Hải Nam thuộc Trung Quốc và cửa chính của vịnh được xác định là đường thẳng từ đảo Cồn Cỏ, tỉnh Quảng Trị, Việt Nam và mũi Oanh Ca, Hải Nam, Trung Quốc, rộng 110 hải lý (khoảng 200 km). Trong phạm vi đó, Việt Nam có 763 km bờ vịnh, Trung Quốc có 695 km.
Vịnh Bắc Bộ tương đối nông (chiều sâu chưa tới 60m). Sông Hồng là con sông chính chảy vào vịnh này. Thành phố Hải Phòng và Vinh (tỉnh Nghệ An) thuộc Việt Nam và Bắc Hải (tỉnh Quảng Tây) thuộc Trung Quốc là những hải cảng chính trong vịnh. Đảo Hải Nam của Trung Quốc là bờ phía đông Vịnh. Các đảo nhỏ khác trong vịnh gồm đảo Bạch Long Vĩ, Cát Bà, của Việt Nam và Vị Châu, Tà Dương của Trung Quốc.

## Các cảng chính
- Cảng Cái Rồng, Quảng Ninh
- Cảng Hải Phòng, thành phố Hải Phòng
- Cảng Nghi Sơn, phường Nghi Sơn, Thanh Hóa

## Lịch sử
Vịnh Bắc Bộ được biết đến trong chiến sử vì sự kiện Tháng 8, 1964, khi Tổng thống Mỹ Lyndon B. Johnson cho rằng lực lượng hải quân miền Bắc Việt Nam đã hai lần tấn công tàu khu trục "Maddox" của Mỹ tại Vịnh Bắc Bộ. Ông đã yêu cầu Quốc hội Mỹ thông qua nghị quyết Vịnh Bắc Bộ nhằm mở rộng chiến tranh Việt Nam và sự tham chiến của Hoa Kỳ. Sự kiện này được gọi là sự kiện Vịnh Bắc Bộ.
Kỳ họp thứ 5 Quốc hội khóa XI (tháng 6 năm 2004) đã thông qua Hiệp định Phân định Vịnh Bắc Bộ phân định đường ranh giới biển giữa Việt Nam và Trung Quốc.

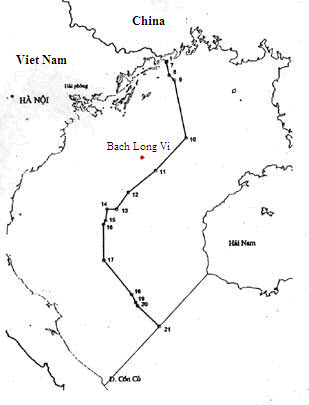
Bản đồ đường phân định Vịnh Bắc Bộ với chấm đỏ là đảo Bạch Long Vĩ